# Hrutov (Lišov)
Hrutov (německy Hrutow, dříve psáno Rutow) je malá vesnice, část města Lišov v okrese České Budějovice v Jihočeském kraji. Nachází se asi tři kilometry severně od Lišova. Hrutov leží v katastrálním území Hůrky u Lišova o výměře 9,69 km².

## Historie
První písemná zmínka o vesnici pochází z 6. května 1378 v listině Karla IV. Ves patřila až do roku 1850 pod Hlubocké panství.

## Obyvatelstvo
| Rok            | 1869 | 1880 | 1890 | 1900 | 1910 | 1921 | 1930 | 1950 | 1961 | 1970 | 1980 | 1991 | 2001 | 2011 | 2021 |
| -------------- | ---- | ---- | ---- | ---- | ---- | ---- | ---- | ---- | ---- | ---- | ---- | ---- | ---- | ---- | ---- |
| Počet obyvatel | 92   | 87   | 91   | 85   | 92   | 93   | 77   | 67   | 74   | 55   | 41   | 44   | 31   | 36   | 37   |
| Počet domů     | 16   | 16   | 16   | 15   | 14   | 14   | 16   | 16   | 16   | 15   | 13   | 16   | 16   | 16   | 16   |

## Obecní správa
V letech 1850–1906 patřila pod Hůrky, v letech 1906–1960 pod Levín spolu s ním od 4. dubna 1943 do 31. července 1945 pod Velechvín. Od 12. června 1960 do 29. dubna 1976 patřila opět pod Hůrky. 30. dubna 1976 se stala spolu s Hůrkami součástí Lišova.

## Pamětihodnosti
- Kaplička spojená s hasičskou zbrojnicí
- Lidové stavby

## Galerie

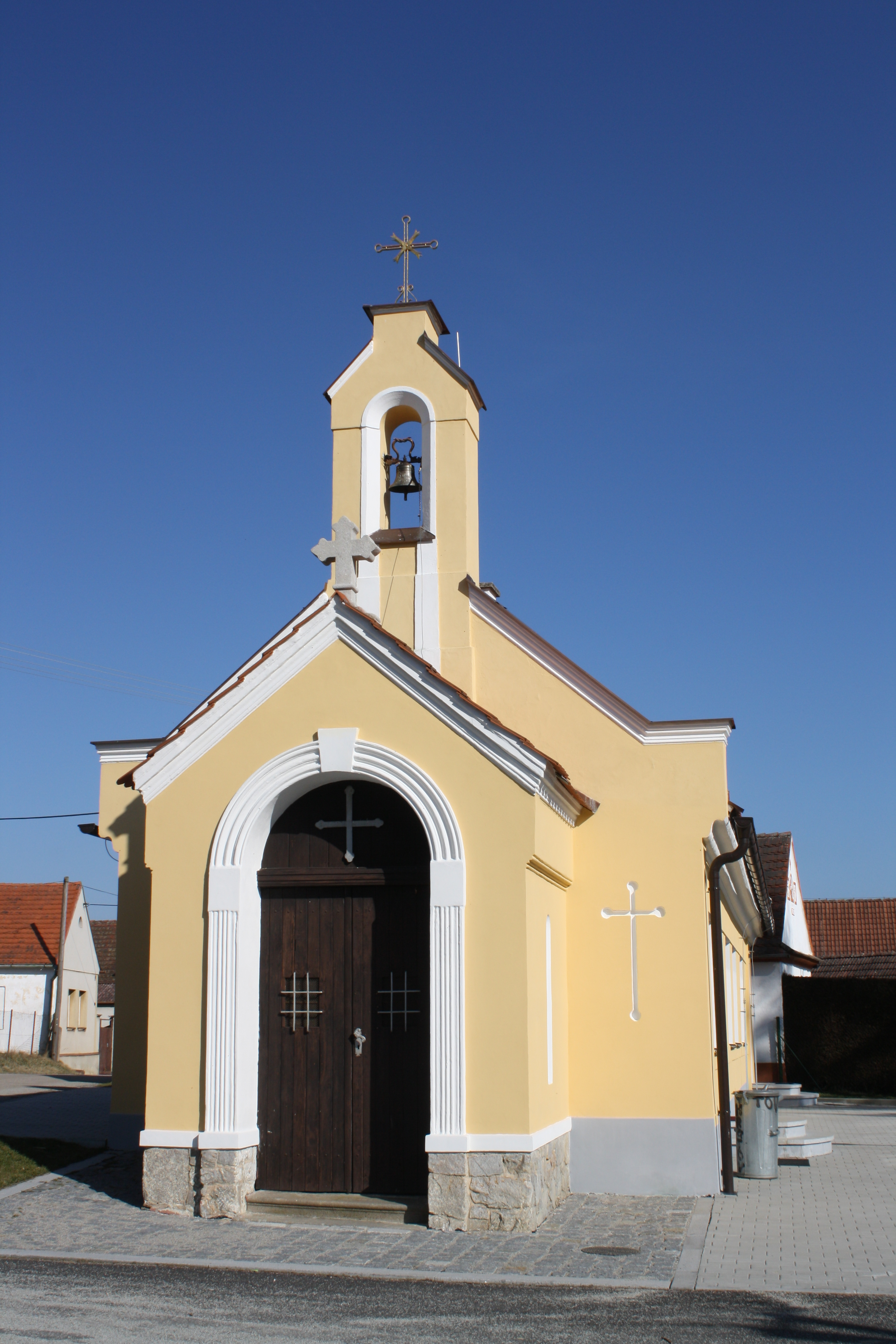
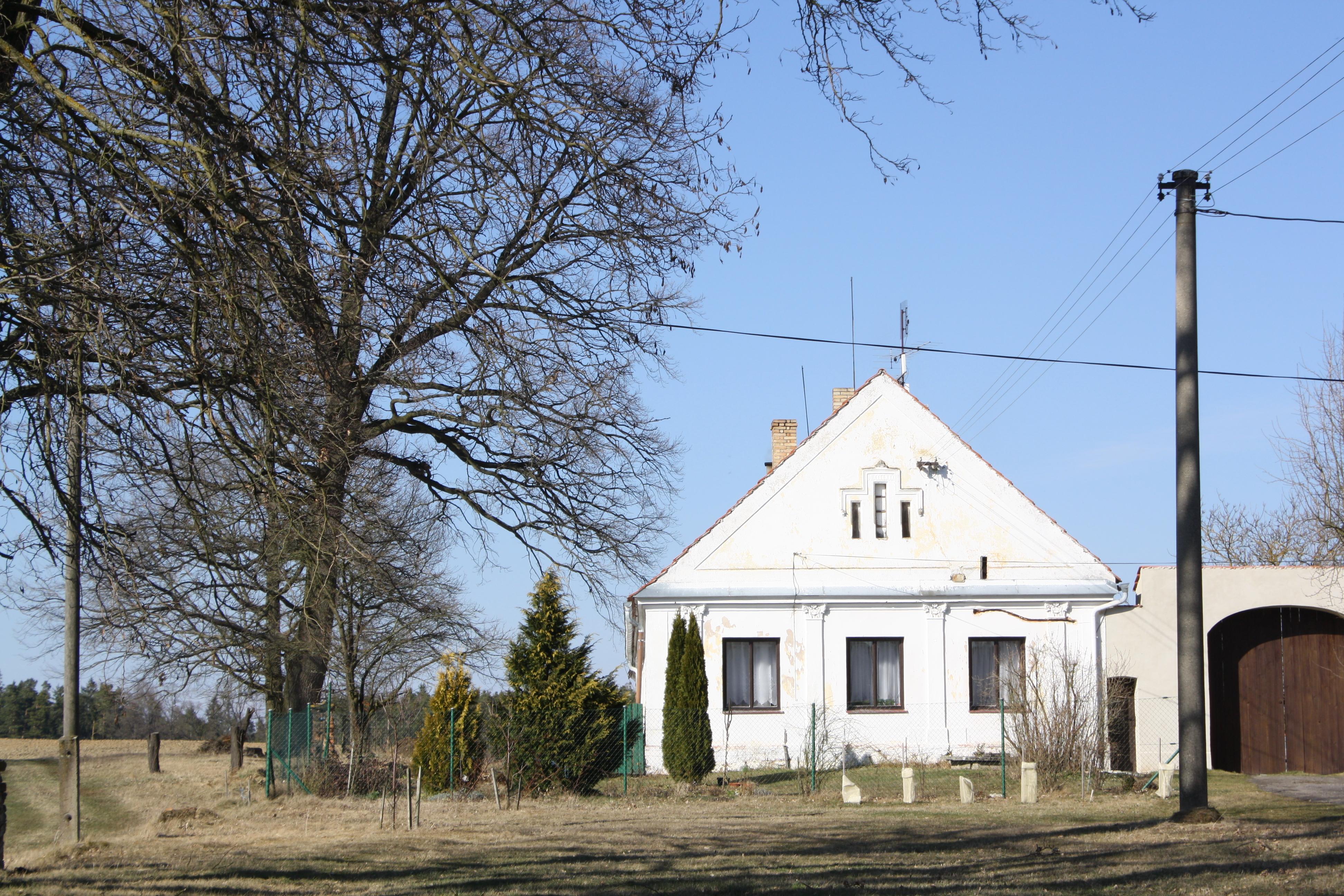